# Aiviekste
L’Aiviekste est une rivière de Lettonie. Elle se trouve à la frontière des régions Vidzeme et Latgale. Elle se classe à la quatorzième place des cours d'eau de Lettonie pour sa longueur, avec 114 km. C'est le deuxième plus grand affluent de la Daugava coulant entièrement en Lettonie.

## Géographie
Aiviekste prend sa source dans la partie nord du Lac Lubans. Elle y forme un grand méandre et tourne en direction du sud-ouest. Dans cette partie la rejoignent ses plus importants affluents, à savoir Pededze, Balupe et Iča. Puis, 83 km plus loin, le canal artificiel Meirānu kanāls y emmène des eaux de Malmuta et Lisiņa qui dans le temps alimentaient le Lac Lubans. Le dernier tronçon d'Aiviekste est parsemé d'îles, de sèches et forme une quinzaine de torrents. Ici fut construite la centrale hydroélectrique d'Aiviekste mise en service en 1925. Son réservoir fait 69,5 ha et la profondeur varie entre 2,3 m et 4 m. La rivière se jette dans la Daugava après le réservoir de la centrale hydroélectrique.

## Principaux affluents
- Rive droite : la Pededze, l'Iča, la Liede, la Veseta, la Piestiņa, la Kuja, la Svētupe, l'Arona
- Rive gauche : la Zvidze, l'Isliena

## Territoires traversés
Le cours d'eau longe la frontière de Kalsnavas pagasts avec les pagasts de Varieši (sur 5 km) et Ļaudona (sur 3,5 km). Il traverse les communes de Lubāna, Meirāni, Saikava, Ļaudona, Pļaviņas

## Milieu naturel
La profondeur d'Aiviekste varie entre 2,3 mètres et 4,8 mètres. Le fond de la rivière est principalement composé de sable, avec de nombreux paliers de dolomite. Les 25 % du territoire de son bassin sont couverts de forêts, 15 % de marécages. Les plantes aquatiques sont principalement concentrées autour du lac de barrage. Les plus présents sont roseau commun, scirpe aigu, nénuphar jaune, potamot nageant, sagittaire à feuilles en flèche, algues.
On y trouve du brochet, de la brème, de la perche, du gardon, de la tanche, de l'anguille et plus rarement de la carpe et du silure.
La pêche est interdite sur les 500 mètres après la centrale hydroélectrique d'Aiviekste.